# ۱۰۹ (میلادی)
۱۰۹ (میلادی) صد  و نهمین سال تقویم میلادی است.

## درگذشتگان
‎